# Marja-Lewis Ryan
Pour les articles homonymes, voir Ryan.
Marja-Lewis Ryan, née le 19 mars 1985 à Brooklyn, est une actrice, scénariste, productrice et réalisatrice américaine. 

## Biographie
Marja-Lewis Ryan est ouvertement lesbienne et a été choisie comme showrunner pour la suite de la série télévisée The L Word,,.

## Filmographie
| année | film                          | actrice     | scénariste | réalisatrice | productrice | notes           |
| ----- | ----------------------------- | ----------- | ---------- | ------------ | ----------- | --------------- |
| 2005  | Dumped!                       | Debbie      |            |              |             | long métrage    |
| 2007  | The Romanovs' Last Photograph | Tatiana     |            |              |             | court-métrage   |
| 2008  | Revengers Inc.                | Nerd        |            |              |             | long métrage    |
| 2010  | The Four-Faced Liar           | Bridget     | Oui        |              | Oui         | long métrage    |
| 2011  | Smoking/Non-Smoking           | la patronne |            |              |             | long métrage    |
| 2017  | Liked                         |             | Oui        | Oui          |             | long métrage    |
| 2018  | 6 Balloons                    |             | Oui        | Oui          |             | long métrage    |
| 2019  | The L Word                    |             | Oui        |              | Oui         | série télévisée |